# Andrij Kovalenko
Andrij Kovalenko (ukrainska: Андрій Коваленко; ryska: Андрей Коваленко, Andrej Kovalenko), född 6 november 1970 i Kiev, Ukrainska SSR, Sovjetunionen, är en sovjetfödd australisk vattenpolospelare. Han tog EM-brons 1991 med det sovjetiska landslaget och OS-brons 1992 med Förenade laget. Han representerade Ukraina vid olympiska sommarspelen 1996 och Australien vid olympiska sommarspelen 2000.
Kovalenko spelade sju matcher i den olympiska vattenpoloturneringen i Barcelona. Han spelade åtta matcher och gjorde fjorton mål i den olympiska vattenpoloturneringen i Atlanta. I Sydney spelade han åtta matcher och gjorde elva mål.